# هنري الخامس، دوق بافاريا
هاينريش (بالألمانية: Heinrich I)‏ (توفي.1026)؛ كان كونت لوكسمبورغ (كـ هاينريش الأول) منذ 998، ودوق بافاريا منذ 1004 هو الابن البكر لـ سيغفريد اللوكسمبورغي وهيدفيغ النوردغاوية.
كان مدافع عن دير سان ماكسيمليان في ترير ودير سان فيليبرورد في إكترناش؛ يبدو أن هذه الألقاب وراثية داخل الأسرة.
في 1004 في ديوان راتسبون، تلقى هاينريش بافاريا من قبل صهره الإمبراطور هاينريش الثاني، الذي كان أيضا دوق بافاريا، وبعد مشاجرة بينهما في 1009 سحب الإمبراطور منه الدوقية، ولكن ارجعه إليه في 1017، لم يكن لديه أبناء، ولم يتزوج، وبذلك انتقلت الكونتية إلى ابن شقيقه هاينريش، وإما بافاريا فعادت إلى الإمبراطور لاحقاً كونراد الثاني الذي منحها إلى ابنه في المستقبل الإمبراطور هاينريش الثالث.